# Grace Stewart
Pour les articles homonymes, voir Stewart.
Grace Stewart née le 28 avril 1997 à Gerringong, est une joueuse de hockey sur gazon australienne. Elle évolue au poste d'attaquante au NSW Arrows et avec l'équipe nationale australienne,.
Elle a participé aux Jeux olympiques d'été de 2016 et 2020.

## Carrière

### Coupe du monde
- Top 8 : 2018

### Coupe d'Océanie
- : 2017

### Jeux olympiques
- Top 8 : 2016, 2020